# Aglia huemerinigerrima
Aglia huemerinigerrima är en fjärilsart som beskrevs av Gödecke. 1923. Aglia huemerinigerrima ingår i släktet Aglia och familjen påfågelsspinnare. Inga underarter finns listade i Catalogue of Life.